# 本刈谷神社
本刈谷神社（もとかりやじんじゃ）は、愛知県刈谷市天王町4丁目9番地にある神社。旧社格は村社。

## 祭神
- 誉田別尊（ほんだわけのみこと）[1]
- 須佐之男命（すさのおのみこと）[1]
- 菅原道真（すがわらのみちざね）[1]

## 歴史

### 前身の神社
八幡社
碧海郡元刈谷村字天神にあった八幡社は、大宝年間（701年-704年）の創建と伝えられ、誉田別尊を祭神としていた。天文2年（1533年）に水野忠政が刈谷城を築城した際には、八幡社は城の北側の台地に奉遷されたが、明治初期の廃藩置県とともに元の地に奉遷された。
八雲社
碧海郡元刈谷村字天王にあった八雲社は、もともと牛頭天王を祀る天王社だった。1868年（明治元年）の神仏分離令によって八雲社に改称し、須佐之男命を祀ることとした。
北野社
碧海郡元刈谷村字天神にあった北野社は、菅原道真を祀る天満宮であり、1868年（明治元年）に北野社に改称した。

### 本刈谷神社
1913年（大正2年）10月12日、八幡社・八雲社・北野社の3社が合併し、八雲社があった場所に本刈谷神社が奉遷された。境内には1885年（明治18年）の銘を持つ常夜灯がある。

## 境内
境内には推定樹齢300年のスダジイがある。樹高は11メートル、樹周は3.2メートル。

### 摂社・末社
- 山神社[1]
- 報国社[1]
- 明治川神社[1]

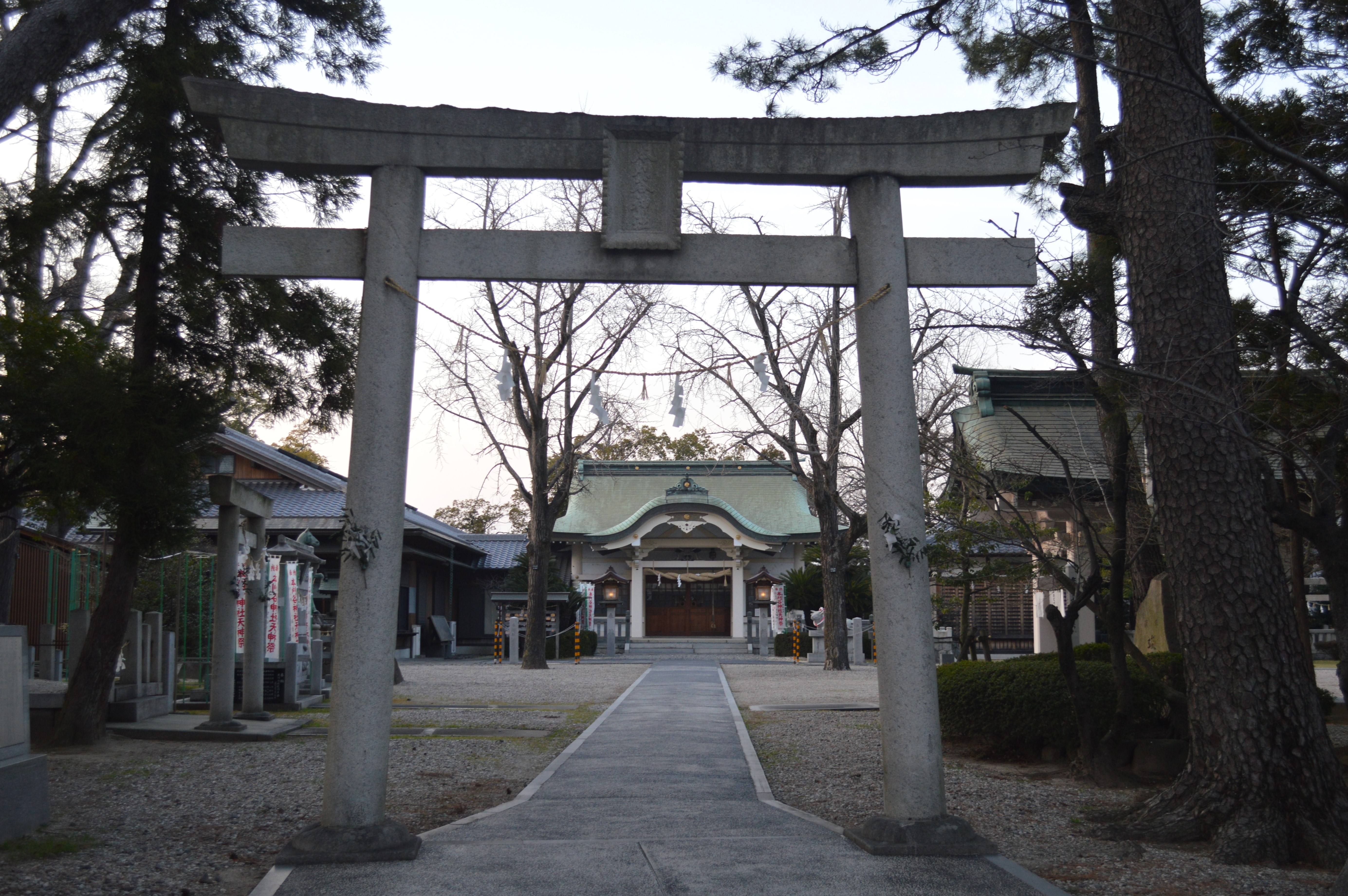
境内南端にある鳥居
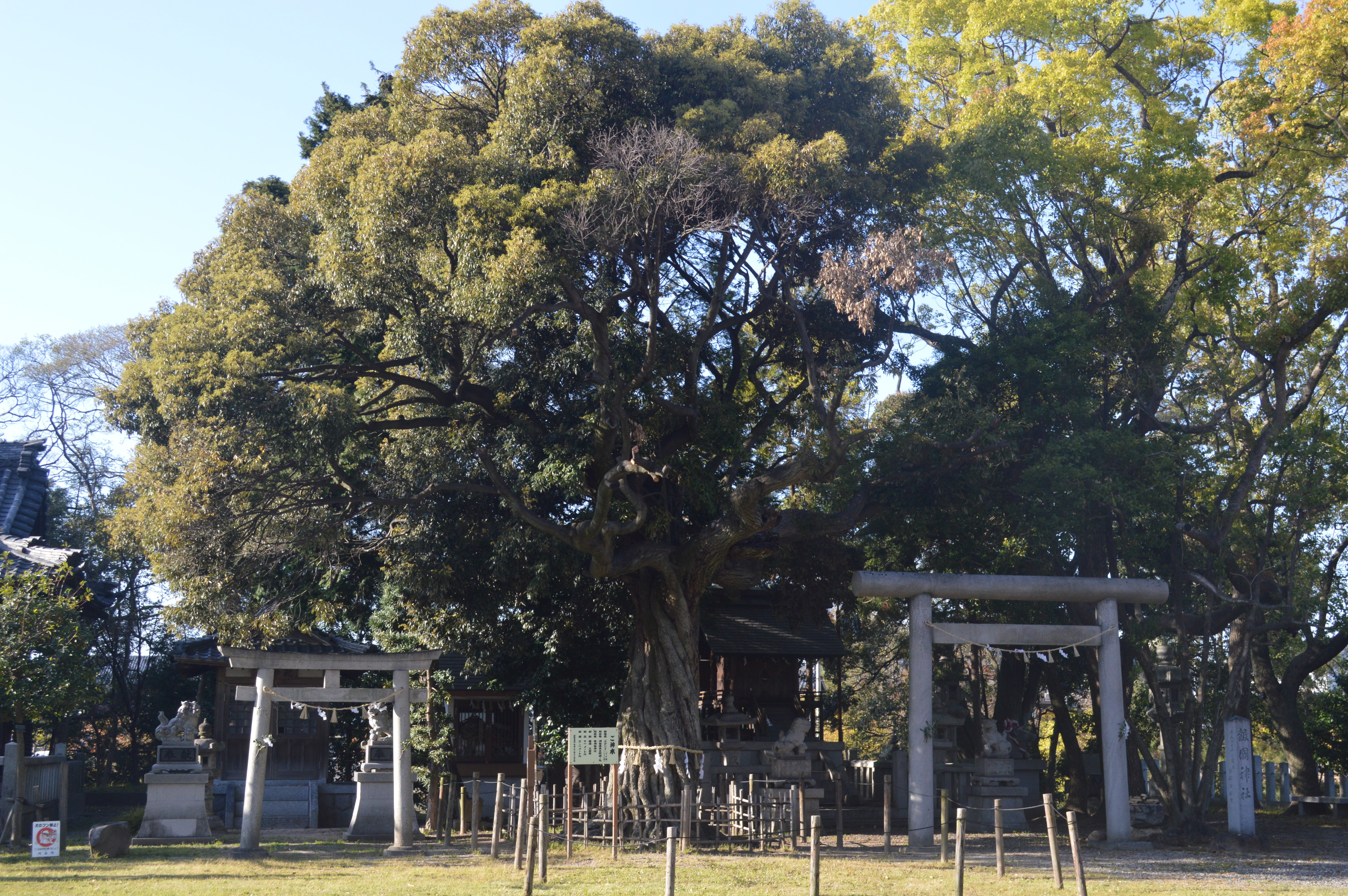
神木のスダジイ

### 本刈谷貝塚

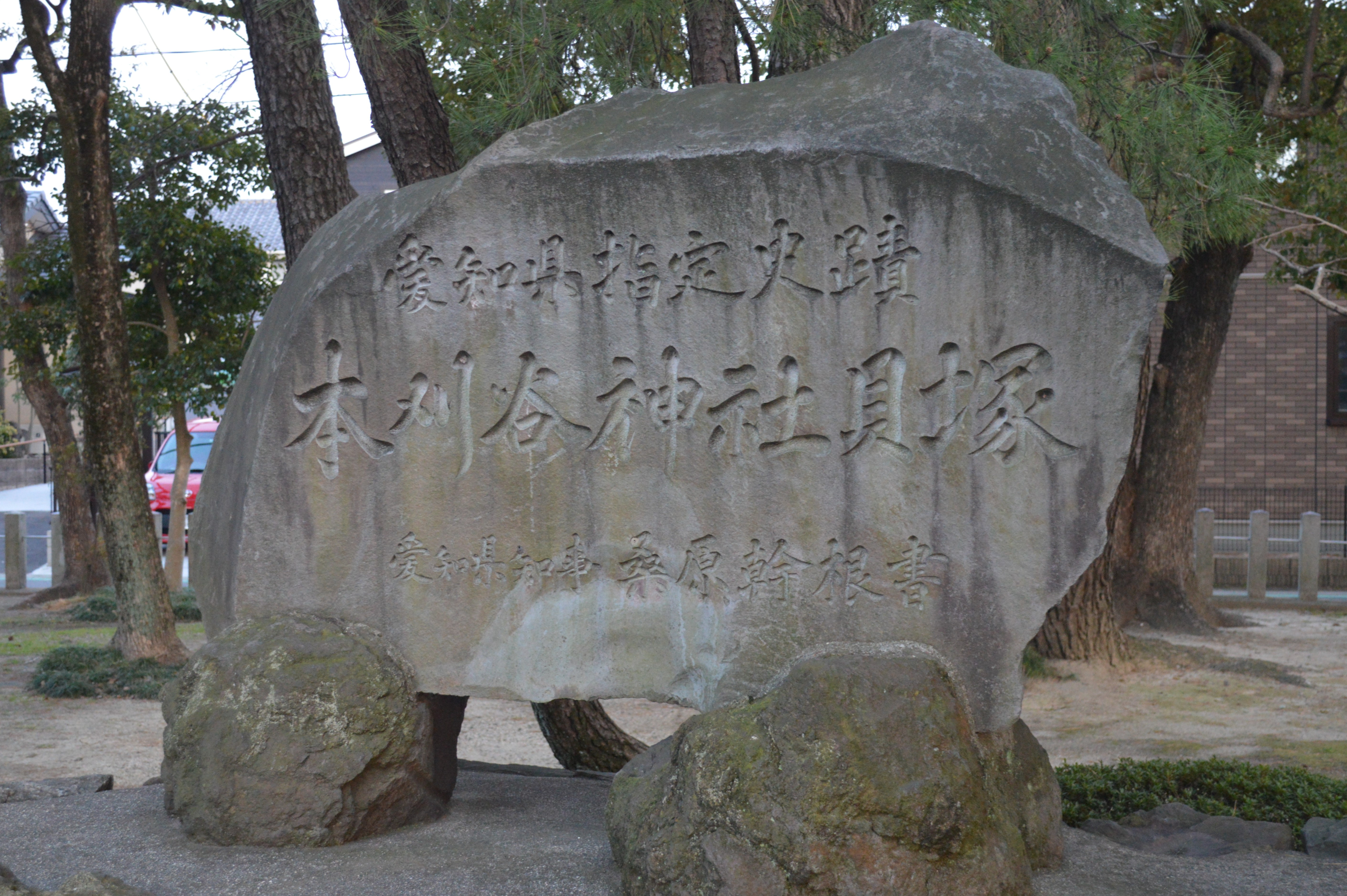
本刈谷貝塚

本刈谷神社境内周辺には、貝塚の本刈谷貝塚（もとかりやかいづか、本刈谷神社貝塚とも呼ばれる）が分布している。
縄文時代晩期の土器・石器・骨角器・人骨などが出土している。この貝塚で発見された縄文土器は元刈谷式土器（本刈谷ではない）と名づけられ、東海地方における縄文晩期の土器の標準形式のひとつとされる。西三河地方から尾張地方一帯に分布している元刈谷式土器の代表的遺跡である。
1967年（昭和42年）3月17日、碧海台地縁辺部にある山の神遺跡、天子神社貝塚、本刈谷貝塚の三か所が、「刈谷西部の縄文遺跡」の名称で愛知県指定文化財（史跡）となった。本刈谷貝塚は本刈谷神社境内を中心に、4,930m2の範囲が指定されている。1974年（昭和49年）には、刈谷市郷土資料館に保管されている「本刈谷貝塚出土品」が愛知県指定文化財（考古資料）となった。

## 文化財
愛知県指定史跡
- 「本刈谷貝塚」 - 「刈谷西部の縄文遺跡」の一部。1967年3月17日指定。

## 現地情報
所在地
- 愛知県刈谷市天王町4丁目9番地

交通アクセス
- 鉄道：名鉄三河線刈谷市駅から徒歩